# Lista de crises econômicas no Brasil
Esta é uma lista de crises econômicas, financeiras e monetárias brasileiras. A economia do Brasil sempre foi caracterizada por instabilidade. Esta lista elenca os períodos de desajuste econômico mais significativos e que tiveram impacto em todo ou em grande parte do território nacional.
A lista distingue a origem de determinada crise entre interna e externa. As crises internas tiveram início no território nacional, enquanto as externas foram consequências locais de crises que tiveram início em outro país. Porém, essa distinção é uma simplificação, já que várias crises têm fatores tanto endógenos quanto exógenos.
| Crise                                   | Descrição | Origem  | Chefe de Estado            |
| --------------------------------------- | --- | ------- | -------------------------- |
| Crise da independência                  | Crise que atravessou o processo de Independência do Brasil, caracterizada por uma duradoura estagnação das exportações, e que só iria se resolver mais tarde com a ascensão do café como principal produto da economia nacional. | Interna | Pedro I                    |
| Crise de 1857                           | A crise de 1857, também chamado de pânico de 57, teve como origem a queda nos preços internacionais das commodities. A crise teve fim em agosto do ano seguinte. No Brasil, os preços do café (principal exportação brasileira à época do ciclo do café) caíram no mercado internacional. As vendas do produto caíram de 2,0 para 1,8 milhões de sacas no ano seguinte. | Externa | Pedro II                   |
| Crise de 1864                           | Ao contrário das crises de 1857 e 1875, esta teve origem interna. Sua causa foi uma política econômica excessivamente recessiva adotada no início da década. Um acontecimento que marca o auge desta crise foi a quebra da Casa Souto, um dos maiores estabelecimentos bancários da época, em setembro desse ano. | Interna | Pedro II                   |
| Guerra do Paraguai                      | A Guerra do Paraguai, iniciada em dezembro de 1864 e terminada em 1870, foi muito custosa ao governo imperial, gerando grande endividamento interno e externo e uma crise econômico-financeira. A guerra gerou dificuldades que se alastrariam pelo resto do reinado de Pedro II e anteciparia o fim da monarquia. | Externa | Pedro II                   |
| Crise de 1875                           | Em 1873, estourou uma crise internacional, conhecida como o pânico de 1873 e considerada por muitos historiadores como a mais grave do século XIX. A crise chegou ao Brasil em 1875. O governo retirou 20% do meio circulante do país. Vários bancos faliram. A crise foi ainda agravada pela Grande Seca no nordeste dois anos depois. | Externa | Pedro II                   |
| Crise do encilhamento                   | Após a Proclamação da República, Ruy Barbosa, ministro da Fazenda, assinou um decreto, em 1890, que permitia que estabelecimentos bancários emitissem dinheiro. A razão para a medida era que a quantidade de dinheiro no país não era suficiente para atender às necessidades de expansão da agricultura e da indústria, além de haver mais trabalhadores assalariados a serem pagos desde o fim da escravidão. Com a medida, a quantidade de dinheiro no país triplicou de 1889 a 1891. Mas a euforia financeira gerada ultrapassou em muito a capacidade produtiva do país. Como consequência, houve uma grande quantidade de falências e um enorme processo inflacionário. | Interna | Fonseca, Peixoto           |
| Grande Depressão                        | A Grande Depressão de 1929 teve graves impactos na produção de café no Brasil, que era o principal produto exportado. Nessa época, várias toneladas de café foram queimadas para controlar os preços e acabar com os estoques. | Externa | Luís, Vargas               |
| Crise econômica no início dos anos 1960 | A partir de 1962, o país enfrentou baixas taxas de crescimento, chegando apenas 0,6% de crescimento em 1963. De um lado, houve uma queda dos investimentos públicos e privados; de outro lado, a elevação do déficit público, causando a aceleração da inflação, que em 1961 era de 51,6% e passa a 80% em 1962, chegando a 93% em 1963. Tudo isso leva a uma crise no balanço de pagamentos. | Interna | Goulart,Castelo            |
| Fim do padrão-ouro                      | O fim do padrão-ouro em 1971 foi um evento que alterou a geografia econômica e política mundial. A partir desse choque, o Dólar americano seria o lastro de todas as economias mundiais, tornando todas as moedas fiduciárias e de cunho forçado, lastreadas apenas em títulos da dívida americana, deflagrando os choques do petróleo. | Externa | Médici                     |
| Crises do Petróleo                      | Os preços do barril de petróleo se elevaram, deflagrando prolongada recessão nos Estados Unidos e na Europa, desestabilizando a economia mundial. No Brasil, a crise marcou o início do fim do "milagre econômico brasileiro", ocorrido durante a ditadura militar. A causa dessa crise mundial foi uma reação provocada pelo embargo dos países membros da OPEP (Organização dos Países Exportadores de Petróleo) e Golfo Pérsico de distribuição de petróleo para os Estados Unidos e países da Europa. Num contexto de déficit de oferta, com o início do processo de nacionalizações e de uma série de conflitos, como a guerra dos Seis Dias (1967), a guerra do Yom Kipur (1973), a revolução islâmica no Irã (1979) e a guerra Irã-Iraque (a partir de 1980), além de uma excessiva especulação financeira. | Externa | Médici, Geisel             |
| Década perdida                          | A década perdida refere-se aos anos 1980, nos anos finais e depois da ditadura militar. Foi uma época de estagnação do produto interno bruto do Brasil, inflação elevada e crise do endividamento externo. | Interna | Figueiredo, Sarney, Collor |
| Hiperinflação                           | Surto de inflação nos anos 80 e início dos anos 90. | Interna | Figueiredo, Sarney, Collor |
| Efeito tequila                          | "Efeito tequila" foi como ficaram conhecidas as consequências, no Brasil, da crise econômica do México de 1994. O México havia novamente decretado moratória da sua dívida. Como consequência, os investidores retiraram suas aplicações não só do México, mas também de outros países da América Latina, entre eles o Brasil. A crise foi superada em poucos meses, após breve recessão. | Externa | FHC                        |
| Efeito samba                            | Forte movimento de queda do real em janeiro de 1999, quando o Banco Central abandonou o regime de bandas cambiais, passando a operar em regime de câmbio flutuante. Esse novo regime fez parte do tripé macroeconômico. | Interna | FHC                        |
| Crise de 2007–2008                      | A crise financeira global de 2007–2008 teve início nos Estados Unidos. Os efeitos dessa crise levaram tempo para ser sentidos no Brasil. Contudo, houve uma desaceleração da economia nacional. | Externa | Lula                       |
| Crise econômica de 2014                 | Também conhecida como a "grande recessão brasileira", foi uma profunda e duradoura crise econômica, sendo caracterizada por recessão por dois anos consecutivos (2015 e 2016) e por sua longa e lenta recuperação, a mais lenta da história do país. Suas causas são a política econômica da presidente Dilma Rousseff, conhecida como a nova matriz econômica; a desvalorização das commodities em 2014; e a crise política no país. Dentre essas três causas, apenas a desvalorização foi um acontecimento externo. | Interna | Dilma, Temer               |
| Crise causada pela Pandemia de COVID-19 | Em 2020, ainda sob os efeitos da crise de 2014, o país entrou em nova crise devido à pandemia de COVID-19. Em março, foi prevista pela primeira vez uma retração no PIB do país para o ano devido principalmente à pandemia. | Externa | Bolsonaro                  |

## Antes da independência
Antes da independência, o Brasil era parte do mais vasto Império Português. Deste modo, não é fácil determinar se a origem de determinada crise foi interna ou externa. Também é difícil falar em crise econômica antes de uma economia capitalista firmemente estabelecida. De todo modo, algumas crises do período colonial são as seguintes:
Epidemia de sarampo entre os escravos em 1745 — Segundo a "lista dos escravos que se tomaram para o engenho de Sergipe do conde" no ano 1745, no Cartório dos Jesuítas, houve um grande prejuízo em "todos os engenhos e escravaturas do Brasil", devido a "uma epidemia universal que chegou a todos vinda em um navio de negros da Costa da Mina, [...] a todos causou estragos perdas e despesas." (Entende-se: perdas e despesas para a economia.)
Decadência da mineração ao fim do século XVIII — Crise causada pelo esgotamento das jazidas de ouro e de outros metais preciosos, encerrando o ciclo do ouro. Durante o período colonial, sempre houve um grande produto que era o centro da economia, como o ouro, e, antes dele, o açúcar. Após o fim do ciclo do ouro, faltava ao Brasil um grande produto para preencher a lacuna deixada pelos metais preciosos. A crise que seria causada pelo esgotamento do ouro foi prevista pelo vice-rei Luís de Almeida Portugal Soares Mascarenhas (vice-rei de 1769 a 1778), que, com isso em mente, favoreceu o desenvolvimento da lavoura. Durante a crise, o poder de compra da população era bem menor do que na fase áurea da mineração. "Entre 1750 e 1850, a economia brasileira não está só estacionada. Ela regride." (Conforme o economista Luiz Carlos Bresser-Pereira.) Foi uma crise longa, que só terminaria no século seguinte, durante o período regencial (1831-1840), com a ascensão do café.
Nada ficou, no solo brasileiro, do impulso dinâmico do ouro, salvo os templos e as obras de arte. Em fins do século XVIII, embora ainda não se tivessem esgotado os diamantes, o país estava prostrado. A renda per capita dos 3 milhões de brasileiros não superava os 50 dólares anuais no atual [década de 1970] poder aquisitivo, segundo os cálculos de Celso Furtado, e este era o nível mais baixo de todo o período colonial.— Galeano, Eduardo (29 de setembro de 2010). As veias abertas da América Latina. [S.l.]: L&PM Editores